# Velika nagrada Koreje

### Višestruki pobjednici (vozači)
| Pobjede | Vozač            | Pobjednička godina  |
| ------- | ---------------- | ------------------- |
| 3       | Sebastian Vettel | 2011., 2012., 2013. |

### Višestruki pobjednici (konstruktori)
| Pobjede | Konstruktor | Pobjednička godina  |
| ------- | ----------- | ------------------- |
| 3       | Red Bull    | 2011., 2012., 2013. |

### Pobjednici po godinama
| Godina | Vozač            | Konstruktor      | Lokacija |
| ------ | ---------------- | ---------------- | -------- |
| 2010.  | Fernando Alonso  | Ferrari          | Yeongam  |
| 2011.  | Sebastian Vettel | Red Bull-Renault | Yeongam  |
| 2012.  | Sebastian Vettel | Red Bull-Renault | Yeongam  |
| 2013.  | Sebastian Vettel | Red Bull-Renault | Yeongam  |